# Le Rhinocéros d'or
Ne pas confondre avec Rhinocéros d'or de Mapungubwe.
Le Rhinocéros d'or est un recueil de courts essais historiques de François-Xavier Fauvelle sur le Moyen Âge africain paru en 2013.

## Un succès

### De courts essais
L'ouvrage comprend trente-quatre essais consacrés chacun à un thème, une région ou une époque donnés, couvrant une grande partie de l'Afrique subsaharienne entre le VIIIe et XVe siècles. Le titre du recueil est aussi celui de l'un des essais, consacré au site de Mapungubwe et au rhinocéros d'or qu'on y a trouvé.
Il reçoit le 12 octobre 2013 le « grand prix des rendez-vous de l'Histoire de Blois »,.

### Histoire et archéologie
Pour Soro Solo, l'ouvrage « vient combler un immense vide » car l'historiographie sur l'Afrique ancienne est rare. Selon Yan Lespoux, « par sa volonté d’éclairer à la fois le lecteur sur l’histoire riche et diverse de cette Afrique médiévale, et sur la difficulté qu’il y a à faire cette histoire pour l’historien, est une œuvre salutairement instructive propre à bousculer les idées reçues ».
L'ouvrage insiste sur la « rareté des sources internes » et l'obligation de recourir à des sources externes, rarement européennes, le plus souvent arabes et parfois même chinoises. Pour Yves Gounin, l’auteur « a l’humilité de reconnaître le caractère fragmentaire de sa documentation. À la grande fresque narrative brossant sur près d’un millénaire le récit fantasmé d’une Histoire du Moyen Âge africain, il a l’humilité de préférer le « vitrail » kaléidoscopique constitué de trente-quatre Histoires (au pluriel) du Moyen Âge africain ». C'est aussi « une archéologie renouvelée qui sert de référence à l’ouvrage ».
Selon Julie Clarini, « Avec ses récits denses et brefs, servis par une édition soignée, richement illustrée, François-Xavier Fauvelle-Aymar restitue l’aura mythique de ce continent et parvient, sans se départir de la rigueur de l’historien, à rendre compte de l’« épaisseur mouvante » de l’Afrique médiévale, qui nous est devenue si opaque et qui fut si brillante ».
En 2022, l'auteur publie une deuxième édition revue et augmentée de plusieurs chapitres aux éditions Tallandier,.

## Des traductions

### Traduction allemande
L'ouvrage paraît en allemand en 2017. Verena Krebs souligne le décentrement du regard qu'il permet : « Damit verschiebt er zwangsläufig den historischen Blick und das mediävistische Verständnis von Peripherie und Zentrum in einen von der Mittelalterforschung noch kaum ausgeleuchteten Bereich der Geschichtswissenschaft ».

### Traduction anglaise
La version anglaise du livre, parue aux éditions Princeton University Press en 2018, reçoit le prix « The 2018 Medieval Book of the Year »,.
Cet ouvrage est recensé dans d'importantes revues scientifiques d'histoire, comme The English Historical Review, qui indique :  « This is significant scholarship presented in a light-hearted prose, which is likely to draw in a wide readership. As such, it does important work. » ou Speculum, selon laquelle « the reader then prepares to join the historian Fauvelle on a one-of-a-kind, eye-opening journey on which he expertly reconstructs the understudies and, what's worse, severely mis-reprented African Middle Ages. ». Selon Susan Broomhall, « the work is first and foremost a wonderful essay, in the French sense, of how the history of the African Middle Ages can be written with imagination and flair ».

## Éditions et traductions

### Éditions
- François-Xavier Fauvelle-Aymar, Le Rhinocéros d'or : Histoires du Moyen-Âge africain, Alma, 2013, 318 p. (ISBN 9780691181264, BNF 45713630).
- François-Xavier Fauvelle, Le rhinocéros d'or : histoires du Moyen Âge africain, Folio, coll. « Folio Histoire », 2014, 382 p. (ISBN 9782070454556).
- François-Xavier Fauvelle, Le Rhinocéros d'or. Histoire du Moyen Âge africain, Éditions Tallandier, 2022, 2e éd., 400 p. (ISBN 9791021052208, présentation en ligne).

### Traductions
- (de) François-Xavier Fauvelle (trad. du français par Thomas Schultz), Das goldene Rhinozeros : Afrika im Mittelalter, München, C. H. Beck, 2017, 320 p. (ISBN 978-3-406-71379-8, présentation en ligne, lire en ligne)[10],[15],[16].
- (it) François-Xavier Fauvelle (trad. du français par Anna Delfina Arcostanzo), Il rinoceronte d'oro, Turin, Einaudi, 2017, 296 p. (ISBN 9788806233792, présentation en ligne).
- (en) François-Xavier Fauvelle (trad. du français par Troy Tice), The Golden Rhinoceros : Histories of the African Middle Ages, Princeton, Princeton University Press, 2018, 280 p. (ISBN 978-0-691-18126-4, présentation en ligne)[12],[13],[14],[17].
- (pt) François-Xavier Fauvelle (trad. du français par Iraci D. Poleti et Regina Salgado Campos), Rinoceronte de Ouro, O: Histórias da Idade Média Africana, Edusp, 2019, 296 p. (ISBN 9788531416996, présentation en ligne).

### Note
1. ↑  Le nom de l'auteur est écrit « François-Xavier Fauvelle-Aymar » dans l'édition originale (Fauvelle 2013) et « François-Xavier Fauvelle » dans l'édition de poche (édition de poche sur le site de la FNAC)